# Bonneil
Bonneil é uma comuna francesa na região administrativa de Altos da França, no departamento de Aisne. Estende-se por uma área de 2,11 km². Em 2010 a comuna tinha 389 habitantes (densidade: 184,4 hab./km²).